# HD 97658
HD 97658是一顆距離地球69光年的恆星，位於獅子座。該恆星的視星等6.27，接近肉眼所見恆星極限，必須使用望遠鏡才較易觀測。該恆星是一顆貧金屬橙矮星，年齡高於太陽。

## 行星系統
2010年11月1日，NASA-UC Eta-Earth 計畫宣布發現超級地球HR 7722 b。該行星的軌道週期只有9.5日，質量下限8.2 ± 1.2 M⊕。因為受到凌日機率的激勵，在一年內天文學家獲取更多的資料，並且將質量下限下修到6.4 ± 0.7 M⊕，並增進了凌日時間機率的可信度。該行星的凌星現象被偵測到，並且於2011年9月12日公布。該發現使HD 97658成為巨蟹座55之下有行星凌現象的恆星中亮度第二高的，並顯示該行星是類似 GJ 1214 b 的低密度行星。然而，發現凌星現象的聲明在2012年4月11日撤回 ，並且在撤回後三日，恒星微变和振荡望远镜（MOST）團隊宣布並未確認該行星的凌星現象。半徑高於1.87 R⊕的系外行星已被排除存在。
進一步凌星現象觀測於2012年4月進行，並且於2013年3月和4月證實凌星現向發生。前述的凌星觀測確認HD 97658 b的直徑是地球的2.34倍。徑向速度法則確認該行星質量7.86 M⊕，半徑則經由凌星現象測出，因此可計算出該行星密度為3.44 g cm−3。由前述資料可推斷HD 97658 b是一顆擁有巨大核心和厚揮發物層的系外行星；而揮發物可能是極深的液態水海洋或是濃密的氫和氦混合大氣層。該行星的表面重力大約是地球的1.6倍。
| 成員 (依恆星距離) | 质量            | 半長軸 (AU)     | 轨道周期 (天)          | 離心率              | 傾角               | 半径                |
| ----------------- | --------------- | --------------- | ---------------------- | ------------------- | ------------------ | ------------------- |
| b                 | 7.862 ± 0.73 M⊕ | 0.0796 ± 0.0012 | 9.4909 +0.0016 −0.0015 | 0.064 +0.061 −0.044 | 89.45 +0.37 −0.43° | 2.34 +0.18 −0.15 R⊕ |